# Lista de Olimpíadas Internacionais de Matemática

Logo da Olimpíada Internacional de Matemática

A primeira Olimpíada Internacional de Matemática (IMO, na sigla do inglês) foi realizada na Romênia em 1959, sendo a mais antiga das Olimpíadas Internacionais de Ciência. Desde então, é realizada anualmente, exceto em 1980, quando a competição, que inicialmente estava prevista para ser realizada na Mongólia, foi cancelada devido à invasão soviética do Afeganistão. Inicialmente fundada para países do Leste Europeu que participavam do Pacto de Varsóvia, sob a influência do Bloco de Leste, as primeiras competições foram realizadas somente em países da região, no entanto, atualmente, mais de 100 países participam anualmente dessas competições.
A Coreia do Norte é o único país que foi pego trapaceando, resultando em sua desqualificação nas 32ª (1991) e 51ª (2010) competições. Em janeiro de 2011, Google doou um milhão de euros à organização para ajudar a cobrir os custos dos eventos de 2011 a 2015.

## Lista de olimpíadas

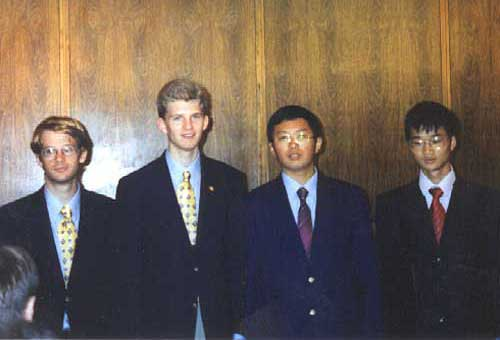
Os quatro pontuadores perfeitos na IMO de 2001. Da esquerda para a direita: Gabriel Carroll, Reid Barton, Zhiqiang Zhang, e Liang Xiao.

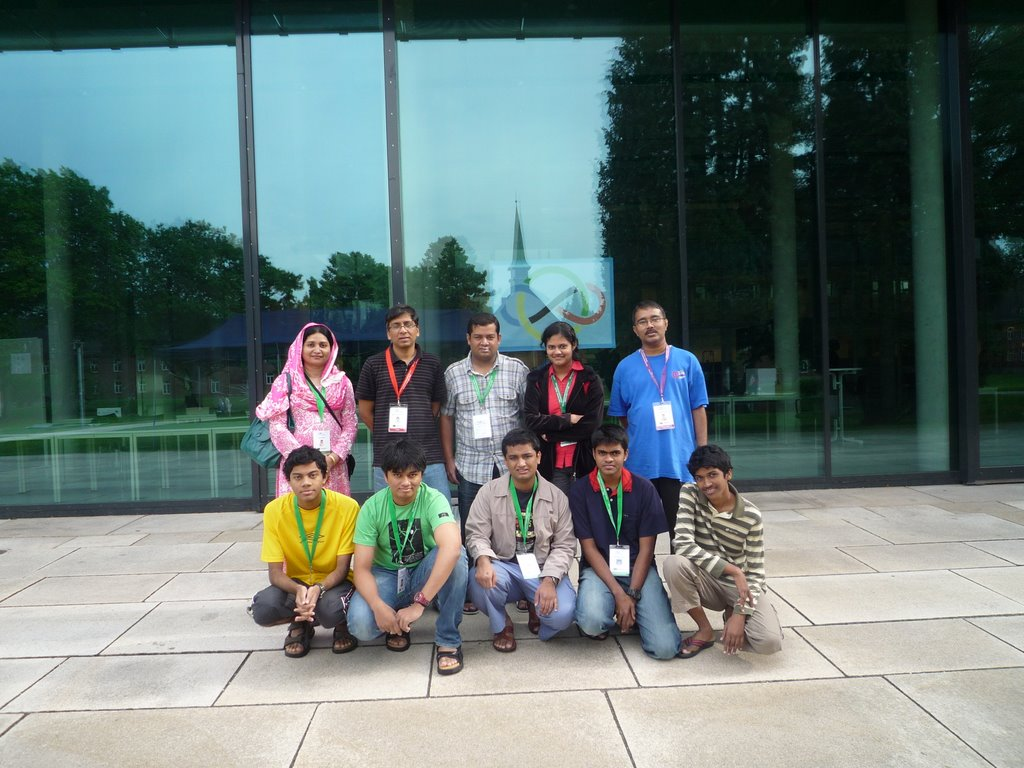
A equipe de Bangladesh na IMO de 2009

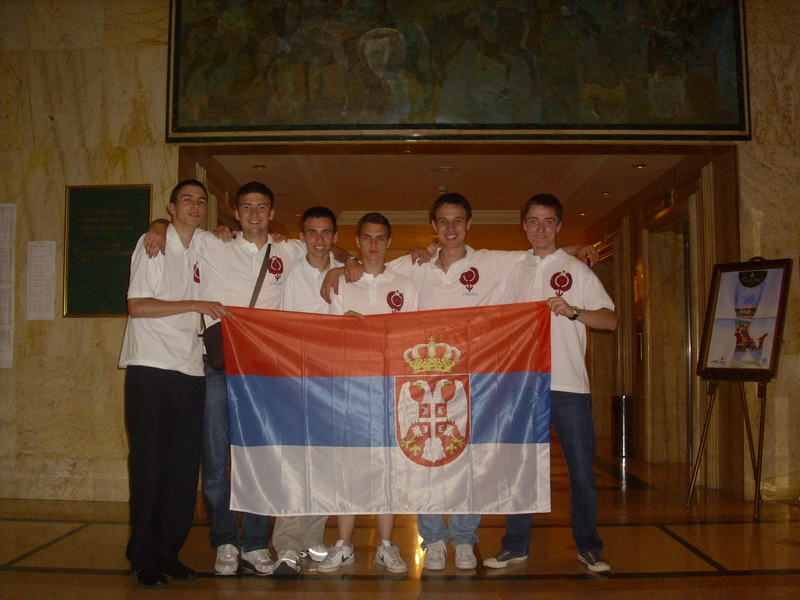
A equipe da Sérvia para a IMO de 2010

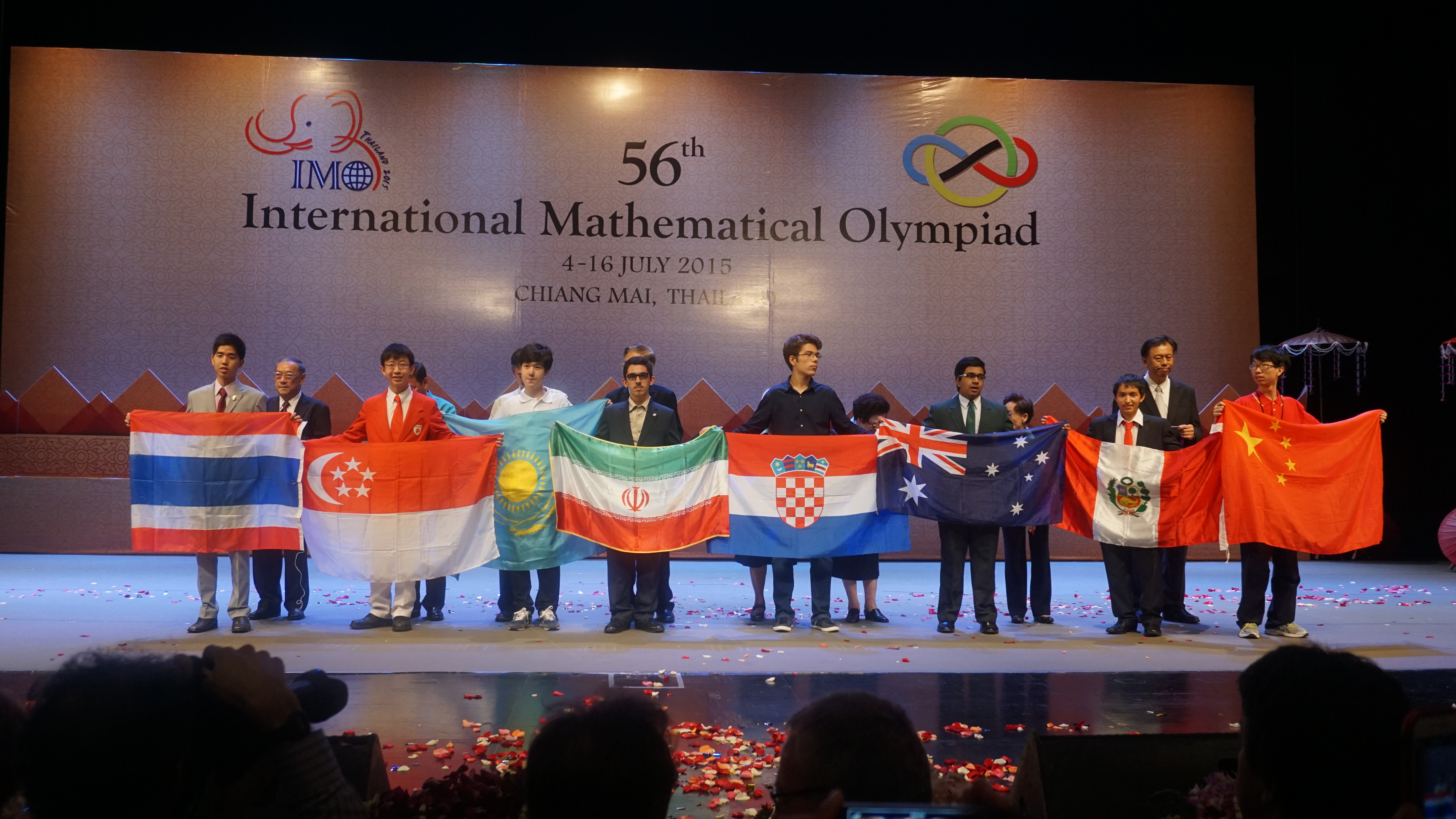
A cerimônia de encerramento da IMO de 2015

A equipe da China na IMO de 2022

| #  | Local                                                                                                 | Ano                                                                                                   | Data                                                                                                  | Países melhores classificados                                                                         |
| -- | --- | --- | --- | --- |
| 1  | Brașov and Bucareste                                                                                  | 1959                                                                                                  | 23 de junho – 31 de julho                                                                             | Romênia                                                                                               |
| 2  | Sinaia                                                                                                | 1960                                                                                                  | 18 de julho – 25 de julho                                                                             | Checoslováquia                                                                                        |
| 3  | Veszprém                                                                                              | 1961                                                                                                  | 6 de julho – 16 de julho                                                                              | Hungria                                                                                               |
| 4  | České Budějovice                                                                                      | 1962                                                                                                  | 7 de julho – 15 de julho                                                                              | Hungria                                                                                               |
| 5  | Varsóvia and Breslávia                                                                                | 1963                                                                                                  | 5 de julho – 13 de julho                                                                              | União Soviética                                                                                       |
| 6  | Moscou                                                                                                | 1964                                                                                                  | 30 de junho – 10 de julho                                                                             | União Soviética                                                                                       |
| 7  | Berlim Leste                                                                                          | 1965                                                                                                  | 13 de junho – 13 de julho                                                                             | União Soviética                                                                                       |
| 8  | Sófia                                                                                                 | 1966                                                                                                  | 3 de julho – 13 de julho                                                                              | União Soviética                                                                                       |
| 9  | Cetinje                                                                                               | 1967                                                                                                  | 7 de julho – 13 de julho                                                                              | União Soviética                                                                                       |
| 10 | Moscou                                                                                                | 1968                                                                                                  | 5 de julho – 18 de julho                                                                              | Alemanha Oriental                                                                                     |
| 11 | Bucareste                                                                                             | 1969                                                                                                  | 5 de julho – 20 de julho                                                                              | Hungria                                                                                               |
| 12 | Keszthely                                                                                             | 1970                                                                                                  | 8 de julho – 22 de julho                                                                              | Hungria                                                                                               |
| 13 | Žilina                                                                                                | 1971                                                                                                  | 10 de julho – 21 de julho                                                                             | Hungria                                                                                               |
| 14 | Toruń                                                                                                 | 1972                                                                                                  | 5 de julho – 17 de julho                                                                              | União Soviética                                                                                       |
| 15 | Moscou                                                                                                | 1973                                                                                                  | 5 de julho – 16 de julho                                                                              | União Soviética                                                                                       |
| 16 | Erfurt and Berlim Leste                                                                               | 1974                                                                                                  | 4 de julho – 17 de julho                                                                              | União Soviética                                                                                       |
| 17 | Burgas and Sófia                                                                                      | 1975                                                                                                  | 3 de julho – 16 de julho                                                                              | Hungria                                                                                               |
| 18 | Lienz                                                                                                 | 1976                                                                                                  | 2 de julho – 21 de julho                                                                              | União Soviética                                                                                       |
| 19 | Belgrado                                                                                              | 1977                                                                                                  | 1 de julho – 13 de julho                                                                              | Estados Unidos                                                                                        |
| 20 | Bucareste                                                                                             | 1978                                                                                                  | 3 de julho – 10 de julho                                                                              | Romênia                                                                                               |
| 21 | Londres                                                                                               | 1979                                                                                                  | 30 de junho – 9 de julho                                                                              | União Soviética                                                                                       |
| -  | A IMO de 1980 iria acontecer na Mongólia mas foi cancelada devido à invasão soviética do Afeganistão. | A IMO de 1980 iria acontecer na Mongólia mas foi cancelada devido à invasão soviética do Afeganistão. | A IMO de 1980 iria acontecer na Mongólia mas foi cancelada devido à invasão soviética do Afeganistão. | A IMO de 1980 iria acontecer na Mongólia mas foi cancelada devido à invasão soviética do Afeganistão. |
| 22 | Washington, D.C.                                                                                      | 1981                                                                                                  | 8 de julho – 20 de julho                                                                              | Estados Unidos                                                                                        |
| 23 | Budapeste                                                                                             | 1982                                                                                                  | 5 de julho – 14 de julho                                                                              | Alemanha Ocidental                                                                                    |
| 24 | Paris                                                                                                 | 1983                                                                                                  | 3 de julho – 12 de julho                                                                              | Alemanha Ocidental                                                                                    |
| 25 | Praga                                                                                                 | 1984                                                                                                  | 29 de junho – 10 de julho                                                                             | União Soviética                                                                                       |
| 26 | Joutsa                                                                                                | 1985                                                                                                  | 29 de junho – 11 de julho                                                                             | Romênia                                                                                               |
| 27 | Varsóvia                                                                                              | 1986                                                                                                  | 4 de julho – 15 de julho                                                                              | União Soviética · Estados Unidos                                                                      |
| 28 | Havana                                                                                                | 1987                                                                                                  | 5 de julho – 16 de julho                                                                              | Romênia                                                                                               |
| 29 | Sydney and Camberra                                                                                   | 1988                                                                                                  | 9 de julho – 21 de julho                                                                              | União Soviética                                                                                       |
| 30 | Brunsvique                                                                                            | 1989                                                                                                  | 13 de julho – 24 de julho                                                                             | China                                                                                                 |
| 31 | Pequim                                                                                                | 1990                                                                                                  | 8 de julho – 19 de julho                                                                              | China                                                                                                 |
| 32 | Sigtuna                                                                                               | 1991                                                                                                  | 12 de julho – 23 de julho                                                                             | União Soviética                                                                                       |
| 33 | Moscou                                                                                                | 1992                                                                                                  | 10 de julho – 21 de julho                                                                             | China                                                                                                 |
| 34 | Istambul                                                                                              | 1993                                                                                                  | 13 de julho – 24 de julho                                                                             | China                                                                                                 |
| 35 | Hong Kong                                                                                             | 1994                                                                                                  | 8 de julho – 20 de julho                                                                              | Alemanha Ocidental                                                                                    |
| 36 | Toronto                                                                                               | 1995                                                                                                  | 13 de julho – 25 de julho                                                                             | China                                                                                                 |
| 37 | Bombaim                                                                                               | 1996                                                                                                  | 5 de julho – 17 de julho                                                                              | Romênia                                                                                               |
| 38 | Mar del Plata                                                                                         | 1997                                                                                                  | 18 de julho – 31 de julho                                                                             | China                                                                                                 |
| 39 | Taipé                                                                                                 | 1998                                                                                                  | 10 de julho – 21 de julho                                                                             | Irã                                                                                                   |
| 40 | Bucareste                                                                                             | 1999                                                                                                  | 10 de julho – 22 de julho                                                                             | China · Russia                                                                                        |
| 41 | Daejeon                                                                                               | 2000                                                                                                  | 13 de julho – 25 de julho                                                                             | China                                                                                                 |
| 42 | Washington, D.C.                                                                                      | 2001                                                                                                  | 1 de julho – 14 de julho                                                                              | China                                                                                                 |
| 43 | Glasgow                                                                                               | 2002                                                                                                  | 19 de julho – 30 de julho                                                                             | China                                                                                                 |
| 44 | Tóquio                                                                                                | 2003                                                                                                  | 7 de julho – 19 de julho                                                                              | Bulgária                                                                                              |
| 45 | Atenas                                                                                                | 2004                                                                                                  | 6 de julho – de julho                                                                                 | China                                                                                                 |
| 46 | Mérida                                                                                                | 2005                                                                                                  | 8 de julho – 19 de julho                                                                              | China                                                                                                 |
| 47 | Liubliana                                                                                             | 2006                                                                                                  | 6 de julho – 18 de julho                                                                              | China                                                                                                 |
| 48 | Hanói                                                                                                 | 2007                                                                                                  | 19 de julho – 31 de julho                                                                             | Rússia                                                                                                |
| 49 | Madrid                                                                                                | 2008                                                                                                  | 10 de julho – 22 de julho                                                                             | China                                                                                                 |
| 50 | Bremen                                                                                                | 2009                                                                                                  | 1 de julho – 22 de julho                                                                              | China                                                                                                 |
| 51 | Astana                                                                                                | 2010                                                                                                  | 2 de julho – 14 de julho                                                                              | China                                                                                                 |
| 52 | Amsterdã                                                                                              | 2011                                                                                                  | 13 de julho – 24 de julho                                                                             | China                                                                                                 |
| 53 | Mar del Plata                                                                                         | 2012                                                                                                  | 4 de julho – 16 de julho                                                                              | Coreia do Sul                                                                                         |
| 54 | Santa Marta                                                                                           | 2013                                                                                                  | 18 de julho – 28 de julho                                                                             | China                                                                                                 |
| 55 | Cidade do Cabo                                                                                        | 2014                                                                                                  | 3 de julho – 13 de julho                                                                              | China                                                                                                 |
| 56 | Chiang Mai                                                                                            | 2015                                                                                                  | 4 de julho – 16 de julho                                                                              | Estados Unidos                                                                                        |
| 57 | Hong Kong                                                                                             | 2016                                                                                                  | 6 de julho – 16 de julho                                                                              | Estados Unidos                                                                                        |
| 58 | Rio de Janeiro                                                                                        | 2017                                                                                                  | 12 de julho – 23 de julho                                                                             | Coreia do Sul                                                                                         |
| 59 | Cluj-Napoca                                                                                           | 2018                                                                                                  | 3 de julho – 14 de julho                                                                              | Estados Unidos                                                                                        |
| 60 | Bath                                                                                                  | 2019                                                                                                  | 11 de julho – 22 de julho                                                                             | China · Estados Unidos                                                                                |
| 61 | São Petersburgo                                                                                       | 2020                                                                                                  | 19 de setembro – 28 de setembro                                                                       | China                                                                                                 |
| 62 | São Petersburgo                                                                                       | 2021                                                                                                  | 14 de julho – 24 de julho                                                                             | China                                                                                                 |
| 63 | Oslo (híbrido)                                                                                        | 2022                                                                                                  | 6 de julho – 16 de julho                                                                              | China                                                                                                 |
| 64 | Chiba                                                                                                 | 2023                                                                                                  | 2 de julho – 13 de julho                                                                              | China                                                                                                 |
| 65 | Bath                                                                                                  | 2024                                                                                                  | 11 de julho – 22 de julho                                                                             | Estados Unidos                                                                                        |
| 66 | Sunshine Coast                                                                                        | 2025                                                                                                  | 10 de julho – 20 de julho                                                                             | TBD                                                                                                   |
| 67 | Xangai                                                                                                | 2026                                                                                                  | TBD                                                                                                   | TBD                                                                                                   |
| 68 | (TBA)                                                                                                 | 2027                                                                                                  | TBD                                                                                                   | TBD                                                                                                   |
| 69 | (TBA)                                                                                                 | 2028                                                                                                  | TBD                                                                                                   | TBD                                                                                                   |